# Copa das Confederações FIFA de 1997
A Copa das Confederações FIFA de 1997 foi a primeira edição oficial da Copa das Confederações organizada pela FIFA. O torneio evoluiu da Copa Rei Fahd, que foi disputada em 1992 e 1995. Essa edição da Copa foi sediada pela Arábia Saudita em dezembro de 1997.
Na final, o Brasil derrotou a Austrália por 6–0 e conquistou o primeiro título nesta competição.

## Participantes
| Equipe                 | Confederação | Qualificação                                     | Part. |
| ---------------------- | ------------ | ------------------------------------------------ | ----- |
| Arábia Saudita         | AFC          | País-sede e campeão da Copa da Ásia de 1996      | 3ª    |
| Brasil                 | CONMEBOL     | Campeão da Copa do Mundo de 1994                 | 1ª    |
| Uruguai                | CONMEBOL     | Campeã da Copa América de 1995                   | 1ª    |
| México                 | CONCACAF     | Campeã da Copa Ouro da CONCACAF de 1996          | 2ª    |
| África do Sul          | CAF          | Campeã do Campeonato Africano das Nações de 1996 | 1ª    |
| Tchéquia               | UEFA         | Vice-campeã da Eurocopa 1996[a]                  | 1º    |
| Austrália              | OFC          | Campeã da Copa das Nações da OFC de 1996         | 1º    |
| Emirados Árabes Unidos | AFC          | Vice-campeã da Copa da Ásia de 1996[b]           | 1º    |

a. ^ A Alemanha, campeã da Eurocopa de 1996, desistiu de participar do torneio.
b. ^ A Arábia Saudita, campeã da Copa da Ásia de 1996, já estava classificada para o torneio como país-sede

## Sedes
Todas as partidas foram disputadas em:
| Riade                |
| -------------------- |
| King Fahd II Stadium |
| Capacidade: 67 000   |
|                      |

## Árbitros
| Árbitros Centrais        |     |
| AFC                      | AFC |
| ------------------------ | --- |
| THA Pirom Un-Prasert     |     |
| KUW Saad Kamil Al-Fadhli |     |
| CAF                      |     |
| RSA Ian McLeod           |     |
| NIG Lucien Bouchardeau   |     |
| CONCACAF                 |     |
| TRI Ramesh Ramdhan       |     |
| CONMEBOL                 |     |
| ARG Javier Castrilli     |     |
| BOL René Ortubé          |     |
| UEFA                     |     |
| RUS Nikolai Levnikov     |     |

| Árbitros Assistentes     |     |
| AFC                      | AFC |
| ------------------------ | --- |
| OMA Mohammed Al Musawi   |     |
| IND Sankar Komaleeswaran |     |
| CONCACAF                 |     |
| SLV Vladimir Fernandez   |     |
| OFC                      |     |
| VAN Lencie Fred          |     |
| NZL Paul Smith           |     |
| CONMEBOL                 |     |
| ARG Alberto Barrientos   |     |
| BOL Oscar Sória          |     |
| UEFA                     |     |
| FRA Jacques Poudevigne   |     |

## Fase de grupos
Todas as partidas seguem o fuso horário da Arábia Saudita (UTC+3).
|  | Zona de classificação à fase final |
|  | Zona de eliminação                 |

### Grupo A
| Pos. | Seleção        | Pts | J | V | E | D | GP | GC | SG |
| ---- | -------------- | --- | - | - | - | - | -- | -- | -- |
| 1    | Brasil         | 7   | 3 | 2 | 1 | 0 | 6  | 2  | +4 |
| 2    | Austrália      | 4   | 3 | 1 | 1 | 1 | 3  | 2  | +1 |
| 3    | México         | 3   | 3 | 1 | 0 | 2 | 8  | 6  | +2 |
| 4    | Arábia Saudita | 3   | 3 | 1 | 0 | 2 | 1  | 8  | −7 |

| 12 de dezembro | Arábia Saudita | 0 – 3     | Brasil                               | Estádio Rei Fahd, Riad                        |
| 16:15          |                | Relatório | César Sampaio 65' · Romário 73', 80' | Público: 50 000 Árbitro: RUS Nikolai Levnikov |

| 12 de dezembro | México              | 1 – 3     | Austrália                          | Estádio Rei Fahd, Riad                        |
| 19:00          | Hernández 80' (pen) | Relatório | Viduka 45' · Aloisi 59' · Mori 90' | Público: 15 000 Árbitro: THA Pirom Un-Prasert |

| 14 de dezembro | Arábia Saudita | 0 – 5     | México                                         | Estádio Rei Fahd, Riad                  |
| 17:50          |                | Relatório | Palencia 20', 62' · Blanco 68', 76' · Luna 75' | Público: 15 000 Árbitro: RSA Ian McLeod |

| 14 de dezembro | Austrália | 0 – 0     | Brasil | Estádio Rei Fahd, Riad                          |
| 20:00          |           | Relatório |        | Público: 15 000 Árbitro: NIG Lucien Bouchardeau |

| 16 de dezembro | Arábia Saudita  | 1 – 0     | Austrália | Estádio Rei Fahd, Riad                        |
| 17:50          | Al-Khilaiwi 40' | Relatório |           | Público: 20 000 Árbitro: ARG Javier Castrilli |

| 16 de dezembro | Brasil                                               | 3 – 2     | México                   | Estádio Rei Fahd, Riad                  |
| 20:00          | Romário 41' (pen) · Denílson 61' · Júnior Baiano 66' | Relatório | Blanco 51' · Ramírez 90' | Público: 20 000 Árbitro: RSA Ian McLeod |

### Grupo B
| Pos. | Seleção                | Pts | J | V | E | D | GP | GC | SG |
| ---- | ---------------------- | --- | - | - | - | - | -- | -- | -- |
| 1    | Uruguai                | 9   | 3 | 3 | 0 | 0 | 8  | 4  | +4 |
| 2    | Tchéquia               | 4   | 3 | 1 | 1 | 1 | 9  | 5  | +4 |
| 3    | Emirados Árabes Unidos | 3   | 3 | 1 | 0 | 2 | 2  | 8  | −6 |
| 4    | África do Sul          | 1   | 3 | 0 | 1 | 2 | 5  | 7  | −2 |

| 13 de dezembro | Emirados Árabes Unidos | 0 – 2     | Uruguai                   | Estádio Rei Fahd, Riad                      |
| 17:50          |                        | Relatório | Olivera 47' · Pacheco 90' | Público: 13 000 Árbitro: TRI Ramesh Ramdhan |

| 13 de dezembro | África do Sul                | 2 – 2     | Tchéquia        | Estádio Rei Fahd, Riad                       |
| 20:00          | Augustine 39' · Mkhalele 86' | Relatório | Šmicer 19', 40' | Público: 7 000 Árbitro: ARG Javier Castrilli |

| 15 de dezembro | Emirados Árabes Unidos | 1 – 0     | África do Sul | Estádio Rei Fahd, Riad                   |
| 17:50          | H. Mubarak 5'          | Relatório |               | Público: 11 000 Árbitro: BOL René Ortubé |

| 15 de dezembro | Tchéquia  | 1 – 2     | Uruguai                    | Estádio Rei Fahd, Riad                           |
| 20:00          | Siegl 89' | Relatório | Olivera 26' · Zalayeta 88' | Público: 9 000 Árbitro: KUW Saad Kamil Al-Fadhli |

| 17 de dezembro | Emirados Árabes Unidos | 1 – 6     | Tchéquia                                                  | Estádio Rei Fahd, Riad                  |
| 17:50          | Al-Talyani 78'         | Relatório | Obaid 11' (g.c.) · Nedvěd 22', 31' · Šmicer 42', 68', 71' | Público: 8 000 Árbitro: BOL René Ortubé |

| 17 de dezembro | Uruguai                                    | 4 – 3     | África do Sul                           | Estádio Rei Fahd, Riad                     |
| 20:00          | Silva 12', 66' · Recoba 42' · Callejas 90' | Relatório | Radebe 11' · Mkhalele 69' · Ndlanya 77' | Público: 8 000 Árbitro: TRI Ramesh Ramdhan |

## Fase final
|  | Semifinais            | Semifinais            |   |                       | Final                 | Final |  |
|  |                       |                       |   |                       |                       |       |  |
|  | 19 de dezembro – Riad |                       |   |                       |                       |       |  |
|  | Brasil                | 2                     |   |                       |                       |       |  |
|  | Tchéquia              | 0                     |   |                       |                       |       |  |
|  |                       |                       |   |                       |                       |       |  |
|  |                       |                       |   |                       | 21 de dezembro – Riad |       |  |
|  |                       |                       |   |                       | Brasil                | 6     |  |
|  |                       | Austrália             | 0 |                       |                       |       |  |
|  |                       |                       |   |                       |                       |       |  |
|  |                       |                       |   |                       |                       |       |  |
|  |                       |                       |   |                       | Terceiro lugar        |       |  |
|  | 19 de dezembro – Riad | 19 de dezembro – Riad |   | 21 de dezembro – Riad | 21 de dezembro – Riad |       |  |
|  | Uruguai               | 0                     |   | Tchéquia              | 1                     |       |  |
|  | Austrália (pro)       | 1                     |   |                       | Uruguai               | 0     |  |

### Semifinais
| 19 de dezembro | Brasil                    | 2 – 0     | Tchéquia | Estádio Rei Fahd, Riad                          |
| 15:15          | Romário 54' · Ronaldo 83' | Relatório |          | Público: 28 000 Árbitro: NIG Lucien Bouchardeau |

| 19 de dezembro | Uruguai | 0 – 1 (pro) | Austrália  | Estádio Rei Fahd, Riad                        |
| 19:00          |         | Relatório   | Kewell 92' | Público: 22 000 Árbitro: RUS Nikolai Levnikov |

### Disputa pelo 3º lugar
| 21 de dezembro | Tchéquia   | 1 – 0     | Uruguai | Estádio Rei Fahd, Riad                          |
| 17:50          | Lasota 63' | Relatório |         | Público: 27 000 Árbitro: NIG Lucien Bouchardeau |

### Final
| 21 de dezembro | Brasil                                              | 6 – 0     | Austrália | Estádio Rei Fahd, Riad                        |
| 21:00          | Ronaldo 15', 27', 59' (pen) · Romário 38', 53', 75' | Relatório |           | Público: 65 000 Árbitro: THA Pirom Un-Prasert |

## Premiações
| Copa das Confederações FIFA de 1997 |
| Brasil                              |
| ----------------------------------- |
| Brasil Campeão (1º título)          |

| Troféu FIFA Fair Play | Bola de Ouro        | Chuteira de Ouro    |
| --------------------- | ------------------- | ------------------- |
| África do Sul         | BRA Denílson        | BRA Romário         |
| África do Sul         | Bola de Prata       | Chuteira de Prata   |
| África do Sul         | BRA Romário         | CZE Vladimír Šmicer |
| África do Sul         | Bola de Bronze      | Chuteira de Bronze  |
| África do Sul         | CZE Vladimír Šmicer | BRA Ronaldo         |

## Artilharia
7 gols
- Romário

5 gols
- Vladimír Šmicer

4 gols
- Ronaldo

3 gols
- Cuauhtémoc Blanco

2 gols
- Pavel Nedvěd
- Francisco Palencia
- Helman Mkhalele
- Nicolás Olivera
- Darío Silva

1 gol
| - Mark Viduka - John Aloisi - Damian Mori - Harry Kewell - César Sampaio - Denílson - Júnior Baiano - Horst Siegl | - Edvard Lasota - Mohammed Al-Khilaiwi - Luis Hernández - Braulio Luna - Ramón Ramírez - Pollen Ndlanya - Lucas Radebe | - Brendan Augustine - Hassan Mubarak - Adnan Al-Talyani - Pacheco - Marcelo Zalayeta - Christian Callejas - Álvaro Recoba |

Gol contra
- Mohamed Obaid

## Campanha do Brasil
O Brasil foi treinado por Zagallo.

### Artilheiros
7 gols
- Romário

4 gols
- Ronaldo

1 gol
- César Sampaio
- Denílson
- Júnior Baiano

### Assistências
2 assistências
- Denílson
- Juninho Paulista
- Ronaldo

1 assistência
- Leonardo
- Dunga
- Cafu